# Чарльз-Таун (Западная Виргиния)
Чарльз-Таун (англ. Charles Town) — город в округе Джефферсон штата Западная Виргиния (США), административный центр округа.

## История
Чарльз-Таун был основан Чарльзом Вашингтоном, младшим братом Джорджа Вашингтона. Чарльз Вашингтон родился в 1738 году на Хантинг-Креек в округе Стаффорд (ныне округ Фэрфакс) Виргиния. С апреля по октябрь 1780 года он представлял округ Джефферсон. Поместье Чарльза Вашингтона англ. Happy Retreat было основано в 1780 году. В 1786 году на 80 акрах прилегающей к поместью земли Чарльз прокладывает улицы города, называя их именами своих братьев и умершей жены Милред. Четыре угловых земельных участка на пересечении улиц Джордж стрит и Вашингтон стрит он пожертвовал для общественных зданий города и округа, при условии что город станет отдельным центром нового округа, отделившись от Беркли. В январе 1787 года город был официально зафиксирован генеральной ассамблеей Виргинии.

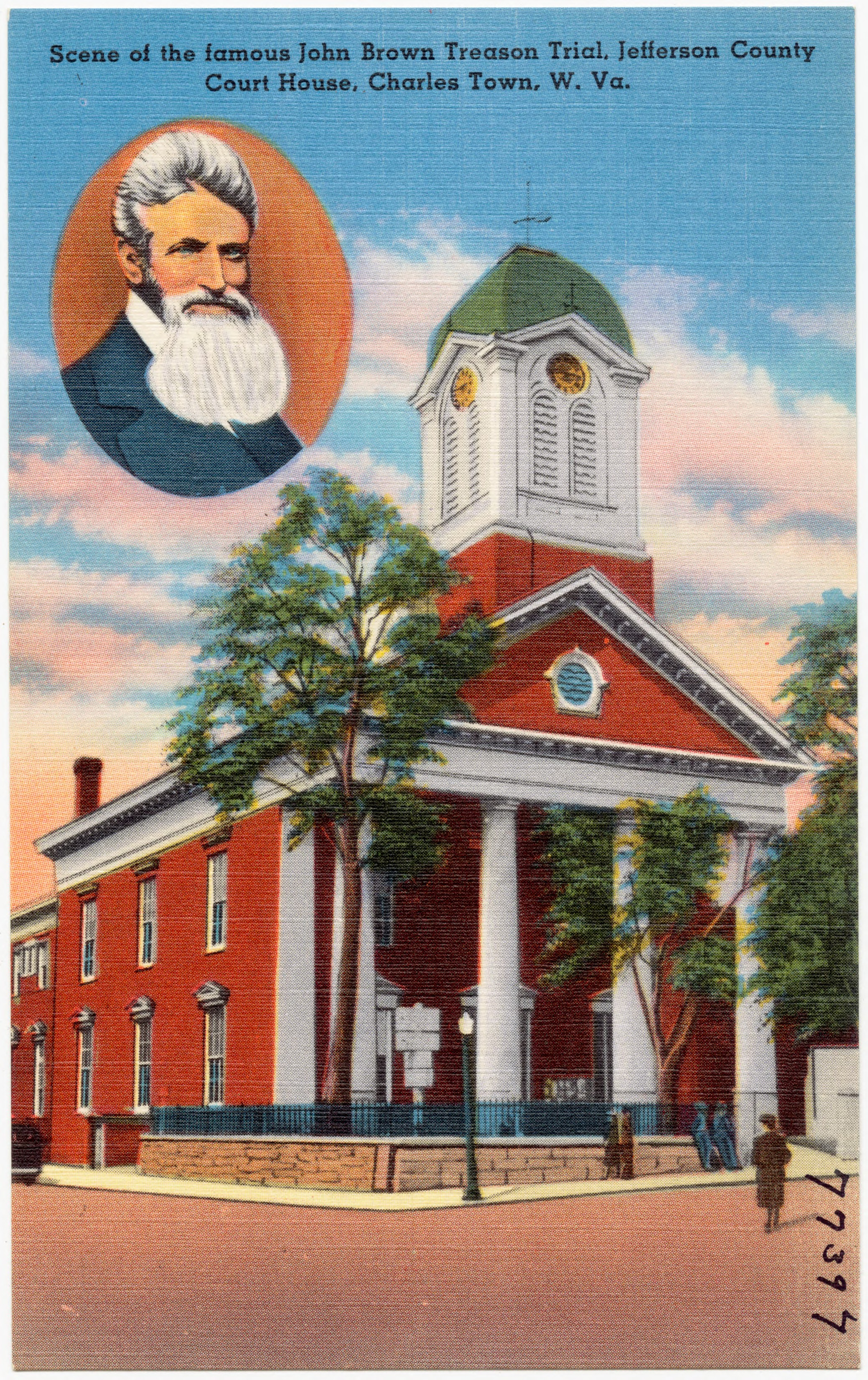
Здание окружного суда

Округ Джефферсон был сформирован в 1801 году. Здание окружного суда было построено на одном из земельных участков (лотов) пожертвованных Чарльзом Вашингтоном.
В 1844 году вышел первый номер газеты Дух Джефферсона (англ. Spirit of Jefferson).
16 октября 1859 года аболиционист Джон Браун и его последователи совершили налёт на федеральный арсенал в Харперс-Ферри в семи милях к востоку от Чарльз-Тауна. Восстание было подавлено, Джона Брауна судили в здании окружного суда Джеферсона обвинив его в измене штату Виргиния, убийстве белых людей и подстрекательстве чёрных к бунту. 2 декабря 1859 года, он был повешен в Чарльз-Таун на здании Gibson-Todd House указанном в Национальном реестре исторических мест.
В течение первых двух лет американской гражданской войны, поскольку линия столкновений между Союзом и Конфедератами постоянно менялась, Чарльз-Таун переходил из рук в руки. В 1863 году Союзные войска заняли город окончательно.
В 1883 году телефонная компания Valley Telephone Company начала свои работы в Западной Вирджинии, в том числе и в округе Джефферсон. Главный офис компании находился в Чарльз-Таун.
В 1922 году, Уильям Близзард, лидер бастующих шахтеров, был обвинен в государственной измене и убийстве за участие в войну против государственных и федеральных войск в округах Минго и Логан. Его судили в окружном суде Джефферсона в Чарльз-Таун и оправдали.
В 1933 году был построен городской ипподром. Он был построен на земле принадлежащей местной конной ассоциации англ. Charles Town Horse Show Association. В 1999 году на ипподроме провели реконструкцию, дополнили центр развлечений установив игровые автоматы, что увеличило поток посетителей из Балтимора и Вашингтона.
В 1975 году была открыта новая больница англ. Jefferson Memorial Hospital, она заменила старую англ. Charles Town General Hospital. Ныне больница подчинена госпиталю Университета Западной Виргинии, в 2013 году переименована в Медицинский центр Джефферсона англ. Jefferson Medical Center.
Теперь часть университета Западной Вирджинии Больницы (WVUH-восток) цепи объектов здравоохранения, и был переименован в Джефферсон Медицинский центр в 2013 году.
В 2006 году некоммерческая корпорация англ. Friends of Happy Retreat, приобрела опцион на покупку бывшего дома Чарльза Вашингтона. Целью этой организации является сохранение поместья Happy Retreat.

## География
Согласно данным Бюро переписи населения США город имеет общую площадь 15,05 км² и всё это земля.
Чарльз-Таун расположен 73 милях к северо-западу от Вашингтона, и в 75 милях к западу от Балтимора.

## Климат
Климат города характеризуется как субтропический муссонный. Здесь влажное лето и довольно мягкая зима. Осадки относительно равномерны в течение года, обеспечивая постоянную подпитку влагой растений, здесь пышная растительность.

## Демография
По состоянию на 2010 год по данным переписи населения США в городе Чарльз-Таун численность населения составляла 5259 человек, насчитывалось 2011 домашних хозяйств и 1289 семей. Плотность населения составляла 349.5 человек на км². Плотность размещения домовладений — 150.9 на км².
Расовый состав: 76,9 % белые, 13,3 % чернокожие, 0,3 % коренных американцев, 2,1 % азиаты, 0,1 % гавайцев или выходцев с островов Океании, 3,7 % другие расы, 3,6 % потомки двух и более рас.
По состоянию на 2000 год медианный доход на одно домашнее хозяйство в городе составлял $32538, доход на семью $43547. У мужчин средний доход $30917, а у женщин $22241. Средний доход на душу населения $18104. 13,2 % семей или 15,8 % населения находились ниже порога бедности, в том числе 20,3 % молодёжи младше 18 лет и 13,4 % взрослых в возрасте старше 65 лет.